# Nicoleta Grasuová
Lenuța Nicoleta Grasu rozená Nicoleta Grădinaru (* 11. září 1971, Secuieni, Neamț) je rumunská atletka, jejíž specializací je hod diskem.
Pětkrát reprezentovala na letních olympijských hrách (Barcelona 1992, Atlanta 1996, Sydney 2000, Athény 2004 a Peking 2008). Největší úspěch zaznamenala na olympiádě v Athénách 2004, kde skončila ve finále šestá a na letních hrách v Atlantě 1996, kde se umístila na sedmém místě.
Její osobní rekord z roku 1999 má hodnotu 68,80 metru.